# Jakob Goffredi
Jakob Goffredi († 1473) war ein deutscher Geistlicher.
Goffredi wurde am 13. Mai 1471 zum Titularbischof von Adramyttium und Weihbischof in Augsburg ernannt.